# Lancer du disque féminin aux Jeux olympiques d'été de 1972
Navigation
Mexico 1968 Montréal 1976
L'épreuve du lancer du disque féminin aux Jeux olympiques de 1972 s'est déroulée les 9 et 10 septembre 1972 au Stade olympique de Munich, en République fédérale d'Allemagne. Elle est remportée par la Soviétique Faïna Melnyk qui établit un nouveau record olympique avec 66,62 m.

## Résultats

### Finale
| Rang               | Athlète            | Pays                 | Marque   | Essais   | Essais | Essais | Essais   | Essais | Essais |
| Rang               | Athlète            | Pays                 | Marque   | 1        | 2      | 3      | 4        | 5      | 6      |
| ------------------ | ------------------ | -------------------- | -------- | -------- | ------ | ------ | -------- | ------ | ------ |
| Médaille d'or      | Faïna Melnyk       | Union soviétique     | 66.62 OR | 60.56    | 61.32  | 57.96  | 66.62 OR | 62.76  | x      |
| Médaille d'argent  | Argentina Menis    | Roumanie             | 65.06    | 64.28 OR | 59.82  | 60.88  | 65.06 OR | 63.78  | 64.90  |
| Médaille de bronze | Vasilka Stoeva     | Bulgarie             | 64.34    | 61.08    | x      | 64.20  | 62.24    | 64.34  | 62.10  |
| 4                  | Tamara Danilova    | Union soviétique     | 62.86    | 62.64 OR | 58.14  | 62.86  | 61.14    | x      | x      |
| 5                  | Liesel Westermann  | Allemagne de l'Ouest | 62.18    | x        | 57.04  | 62.18  | 61.66    | x      | x      |
| 6                  | Gabriele Hinzmann  | Allemagne de l'Est   | 61.72    | 57.52    | 59.14  | 60.12  | 61.08    | 61.72  | 60.22  |
| 7                  | Carmen Ionescu     | Roumanie             | 60.42    | 57.78    | 58.76  | 57.06  | 59.08    | x      | 60.42  |
| 8                  | Lyudmila Muravyova | Union soviétique     | 59.00    | 57.52    | 57.92  | 59.00  | x        | 58.86  | 57.20  |
| 9                  | Lia Manoliu        | Roumanie             | 58.50    | 58.18    | 58.50  | x      |          |        |        |
| 10                 | Svetla Bozhkova    | Bulgarie             | 56.72    | 56.50    | 56.72  | x      |          |        |        |
| 11                 | Brigitte Berendonk | Allemagne de l'Ouest | 56.58    | 55.60    | x      | 56.58  |          |        |        |
| 12                 | Rosemary Payne     | Grande-Bretagne      | 56.50    | 56.50    | x      |        |          |        |        |

## Légende
Records et Performances
- AR : Record continental (area record)
- CR : Record des championnats (championship record)
- MR : Record du meeting (meet record)
- NR : Record national (national record)
- OR : Record olympique (olympic record)
- PR : Record paralympique (paralympic record)
- PB : Record personnel (personal best)
- SB : Meilleure performance personnelle de la saison (season's best)
- WL : Meilleure performance mondiale de l'année (world leader)
- WJR : Record du monde junior (world junior record)
- WR : Record du monde (world record)

Circonstances et Conditions
- DNF : N'a pas terminé (did not finish)
- DNS : N'a pas pris le départ (did not start)
- DQ : Disqualification (disqualification)
- NM : Aucun essai valable enregistré (No Mark)
- Q : Qualifié « directement » au prochain tour (ou à la prochaine compétition), lors d'une compétition majeure, grâce au classement ou à la réalisation des minima (automatic qualifier)
- q : Qualifié au prochain tour (ou à la prochaine compétition), lors d'une compétition majeure, grâce au repêchage ou à la réalisation de l'une des meilleures performances parmi celles des « non qualifiés directement » (grâce au meilleur temps ou à la meilleure distance par exemple) (secondary qualifier)